# 8772 Мінутус
8772 Мінутус (8772 Minutus) — астероїд головного поясу, відкритий 29 вересня 1973 року.
Тіссеранів параметр щодо Юпітера — 3,489.